# Kabul

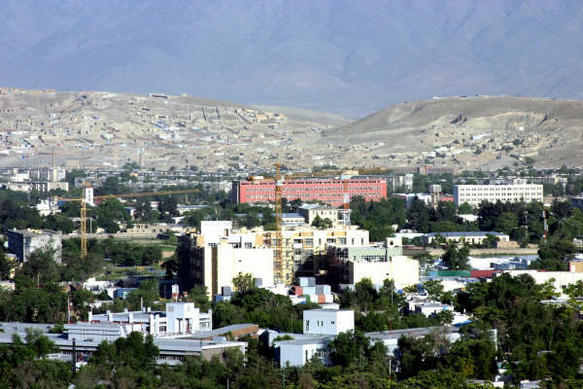
Quận Wazir Akbar Khan, Kabul

Kābul là thành phố ở phía Đông miền Trung của Afghanistan, là thủ đô của quốc gia này và là thủ phủ của tỉnh Kabul. Kabul nằm bên sông Kabul. Thành phố nằm ở độ cao 1800 mét. Kabul là trung tâm văn hóa và kinh tế chính của quốc gia này và đã từ lâu là một vị trí có tầm quan trọng chiến lược do nó ở gần Đèo Khyber, một đèo quan trọng của ngọn núi giữa hai quốc gia Afghanistan và Pakistan. Thành phố có các ngành: dệt may, chế biến thực phẩm, hóa chất và sản phẩm gỗ. Tajiks là dân tộc chiếm đa số áp đảo ở Kabul còn người Pashtuns là nhóm dân tộc thiểu số quan trọng. Đại học Kabul (1932) là cơ sở giáo dục bậc đại học quan trọng nhất của quốc gia này trước khi bị đóng cửa vì chiến tranh năm 1992. Dân số Kabul năm 2020 là 4.273.156 người.

## Lịch sử

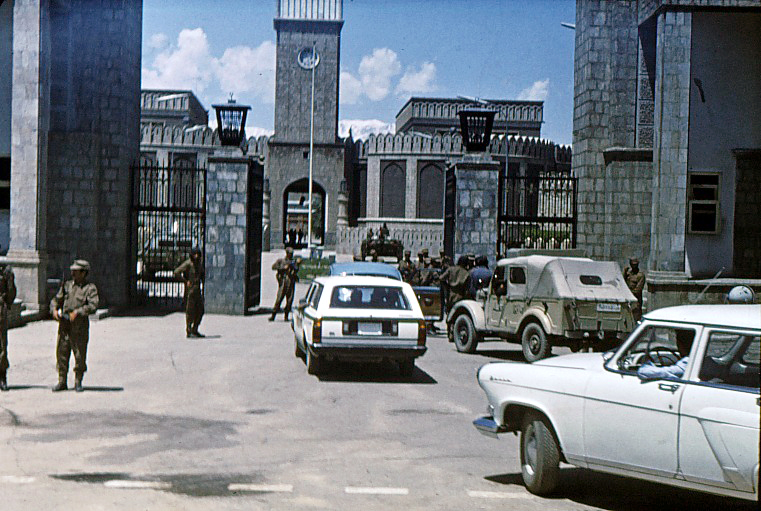
Kabul năm 1978 bị chiếm đóng bởi Liên Xô

Là một cộng đồng dân cư cổ, Kabul đã nổi bật năm 1504 khi người sáng lập Triều đại Mogul Ấn Độ, Babur, chọn kinh đô ở đây. Delhi đã thay thế nó làm kinh đô của đế quốc này năm 1526 nhưng Kabul vẫn là một trung tâm quan trọng của Đế quốc Mughal (1526-1858) cho đến khi nó bị người thống trị của Ba Tư là Ahmad Shad chiếm giữ năm 1738. Năm 1747 Ahmad Shah, thủ hiến đầu tiên của Afghanistan, đã chọn Kabul làm một trong hai thủ đô của Afghanistan cùng với thành phố phía nam Kandahār. Kabul đã trở thành thủ đô duy nhất sau cái chết của Ahmad năm 1773. Thành phố là tâm điểm của các đối thủ Vương quốc Anh, Ba Tư và Nga tranh giành nhau quyền kiểm soát Đèo Khyber và thế kỷ 19 khi nó bị quân Vương quốc Anh chiếm đóng hai lần (1839-1842 và 1879-1880). Thành phố đã lớn mạnh thành một trung tâm công nghiệp sau năm 1940. Kābul đã bị quân của Liên Xô chiếm đóng từ năm 1979 đến 1989. Sau khi quân Liên Xô rút đi, một cuộc nội chiến nổ ra ở Afghanistan. Bắt đầu năm 1992, Kābul đã bị bao vây bởi nhiều phe phái mujahideen (du kích Hồi Giáo). Tháng 9 năm 1996, quân Taliban, một phong trào chính thống Hồi Giáo đã chiếm giữ thành phố sau một chiến dịch kéo dài hai năm và phe này đã chiếm giữ lấy chính quyền. Phe chống Taliban của Liên minh phương Bắc (hay liên minh Thống nhất) đã chiếm được Kabul tháng 11 năm 2001, báo hiệu sự kết thúc của Taliban.

## Kinh tế

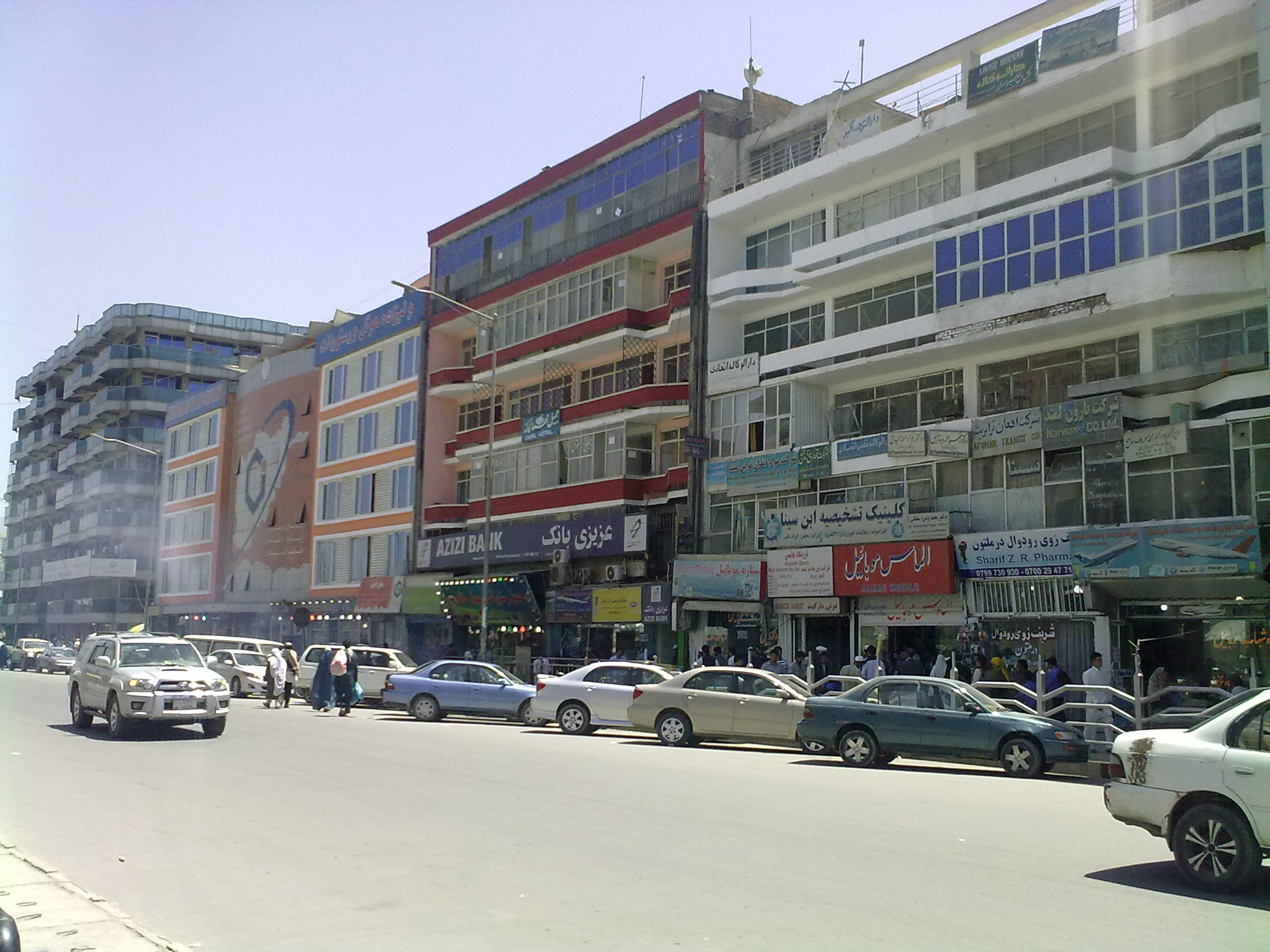
Một khu vực thương mại tại Kabul

Theo Bộ trưởng Bộ Tài chính Afghanistan Omar Zakhilwal là bộ giám sát các cơ sở hạ tầng kinh tế của Afghanistan.. thì sản phẩm công nghiệp chính của Kabul là trái cây tươi và khô, các loại hạt, đồ uống, thảm Afghanistan, da và da cừu sản phẩm, đồ nội thất, bản sao cổ, và quần áo trong nước. Các ngân hàng trên thế giới ủy quyền 25 triệu USD cho các dự án Tái thiết đô thị Kabul đã đóng cửa vào năm 2011. Trong thập kỷ qua, Hoa Kỳ đã đầu tư khoảng 9.1 tỷ dolla vào cơ sở hạ tầng đô thị ở Afghanistan.
Sau những cuộc chiến tranh kể từ năm 1978, cơ sở hạ tầng kỹ thuật kinh tế của thành phố đã bị thiệt hại đáng kể. Nhưng sau khi thành lập chính quyền Hamid Karzai, kể từ cuối năm 2001, nền kinh tế của Kabul đã phát triển bao gồm một số trung tâm mua sắm trong nhà.
Khoảng 4 dặm (6 km) từ trung tâm thành phố Kabul, trong quận Bagrami một cụm công nghiệp rộng 22-acre (9 ha) đã hoàn thành với tiện nghi hiện đại, mà sẽ cho phép các công ty để hoạt động kinh doanh đó như nhà máy nước đóng chai CoCa-CoLa và các nhà máy sản xuất nước trái cây Omaid Bahar.
Da Afghanistan Bank là ngân hàng trung ương của quốc gia, có trụ sở tại thủ đô Kabul. Ngoài ra còn có một số ngân hàng thương mại trong thành phố.

### Kế hoạch phát triển
Một hợp đồng trị giá 1 tỷ USD được ký kết vào năm 2013 để bắt đầu công việc xây dựng "New Kabul City", mà là một chương trình nhà ở phát triển đô thị Kabul có thể chứa tới 1,5 triệu người. Trong khi đó, nhiều tòa nhà cao tầng đang được xây dựng để đáp ứng nhu cầu nhà ở của cư dân Kabul ngày càng lớn và cũng để hiện đại hóa thành phố.
Ý tưởng thiết kế ban đầu được gọi là Thành phố Ánh Sáng của Tiến sĩ Hisham N. Ashkouri, thành phố sẽ là nơi đặt trụ sở của các công ty đa quốc tế, trung tâm thương mại tài chính.

## Giao thông

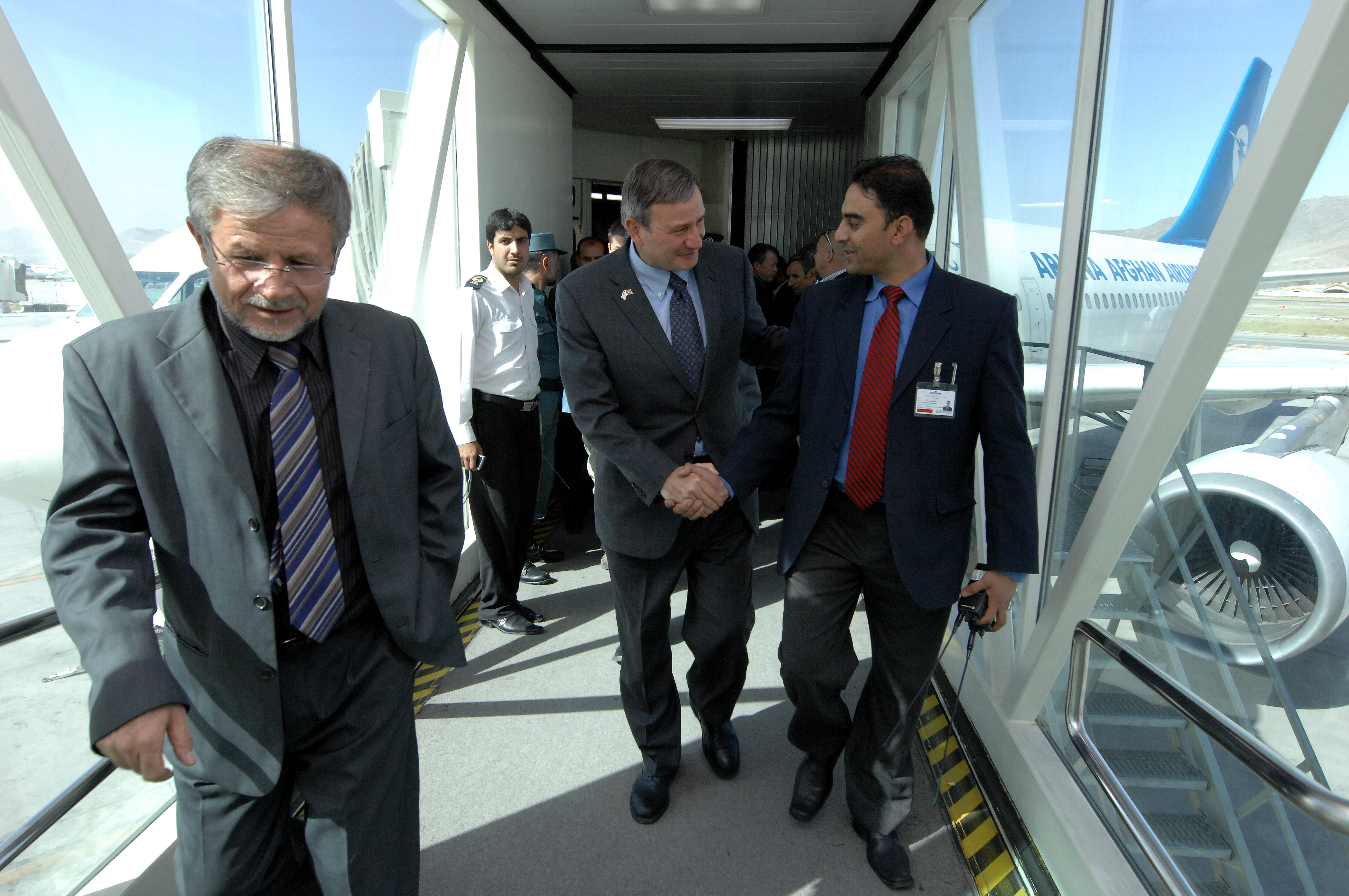
Sân bay quốc tế Hamid Karzai (Sân bay quốc tế Kabul)

### Đường hàng không
Sân bay quốc tế Hamid Karzai (Sân bay quốc tế Kabul) nằm cách 25 km (16 dặm) từ trung tâm thủ đô Kabul, đây là sân bay lớn nhất Afghanistan. Đây là nơi đặt trụ sở của Hàng không Quốc gia Afghanistan Ariana Afghan Airlines, cũng như các hãng hàng không tư nhân như: Afghanistan Jet International, East Horizon Airlines, Kam Air, Pamir Airways, và Safi Airways. Các hãng hàng không nước ngoài như: Mahan Air, Pakistan International Airlines, Turkish Airlines, Air India, SpiceJet, flydubai, Emirates, Gulf Air cũng thường xuyên có các chuyến bay tới Kabul theo lịch trình. Một nhà ga quốc tế mới được xây dựng bởi tài trợ chính phủ của Nhật Bản và bắt đầu hoạt động vào năm 2008.

### Đường sắt
Kabul không có dịch vụ xe lửa nhưng chính phủ Afghanistan có kế hoạch xây dựng các tuyến đường sắt kết nối Kabul với các thành phố Mazar-i-Sharif ở miền Bắc và Jalalabad-Torkham ở phía đông. Kabul cũng có kế hoạch xây dựng một đường sắt đô thị (metro) trong tương lai.

### Đường bộ
Xe buýt ở Kabul khá phát triển. Nhưng phương tiện này thường không an toàn bằng đường hàng không nhất là với du khách nước ngoài. Dịch vụ xe buýt ở Kabul được thành lập từ những năm 1960 của thế kỷ trước, hiện nay Kabul có khoảng 800 xe buýt và đang được mở rộng và nâng cấp dịch vụ, hệ thống xe buýt Kabul gần đây đã phát hiện ra một nguồn doanh thu mới là quảng cáo cho công ty tư nhân trên toàn bộ xe buýt. Ngoài ra còn có một xe buýt chạy tốc hành chở hành khách cho Safi Airways từ trung tâm thành phố đến sân bay quốc tế Kabul.
Xe tư nhân ở Kabul tăng đáng kể từ khi chế độ Taliban sụp đổ. Các showroom xe hơi mọc lên khắp  nơi trong thành phố và khoảng 90% xe hơi riêng ở Kabul là Toyota Corolla

## Truyền thông
GSM / GPRS dịch vụ điện thoại di động trong thành phố đều được cung cấp bởi Afghan Wireless, Etisalat, Roshan, MTN và Salaam Network. Trong tháng 11 năm 2006, Bộ Truyền thông và Công nghệ thông tin Afghanistan đã ký hợp đồng trị giá 64.5 triệu USD với một công ty truyền thông Trung Quốc ZTE về việc xây dựng một mạng lưới cáp quang quốc để giúp cải thiện các dịch vụ điện thoại, internet, truyền hình và đài phát thanh không chỉ ở Kabul mà trong cả nước.. Tính đến năm 2012, các dịch vụ 3G cũng được phát triển và phục vụ khá tốt.
Thành phố có nhiều đài phát thanh và truyền hình địa phương, với ngôn ngữ bao gồm cả tiếng Pashto và Dari (Persian Afghanistan). Chính phủ Afghanistan đã đe dọa sẽ cấm một số kênh nước ngoài mà nguyên nhân là do văn hóa không Hồi giáo mà họ mang lại.
Có một số bưu cục trên toàn thành phố. Dịch vụ giao hàng trọn gói như FedEx, TNT NV, và DHL

## Y tế
Y tế của Afghanistan nói chung và Kabul nói riêng tương đối còn thiếu thốn. Người giàu Afghanistan thường đi ra nước ngoài khi tìm cách chữa trị. Hiện nay, có một số bệnh viện ở Kabul trong đó bao gồm;
- French Medical Institute for Children
- Indira Gandhi Childrens Hospital
- Jamhuriat Hospital
- Sardar Mohammad Daud Khan Hospital [15]
- Jinnah Hospital (under construction)
- Wazir Akbar Khan Hospital
- Malalai Maternity Hospital
- Rabia-I-Balki Maternity Hospital
- Maywand Hospital
- Afshar Hospital
- Noor Eye Hospital
- Atatürk Children's Hospital
- American Medical Center Afghanistan [16]
- DK-German Medical Diagnostic Center [17]
- CURE International Hospital [18]
- KIA ISAF Role 3 Hospital

## Giáo dục

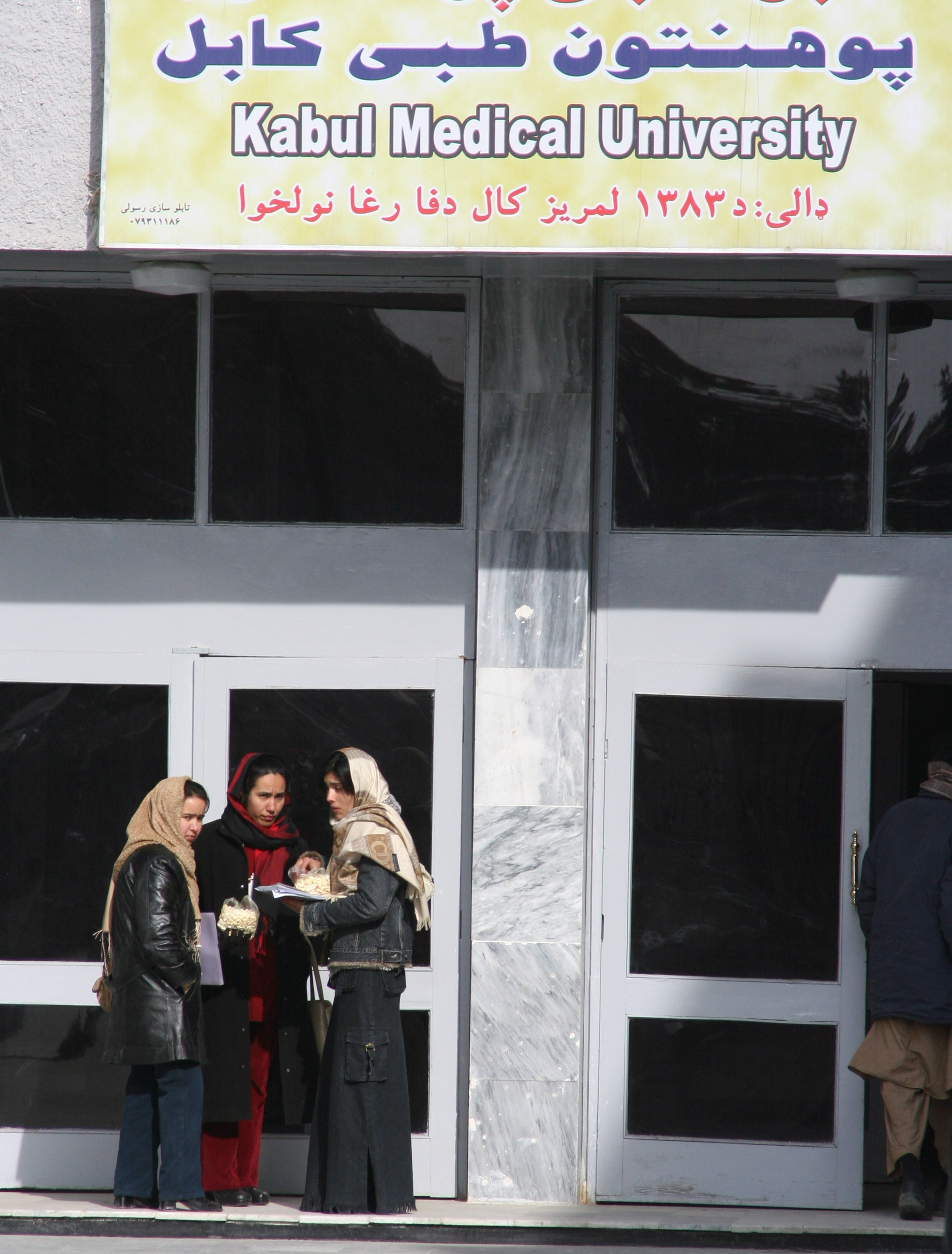
Trường Đại học Y Kabul

Bộ Giáo dục Afghanistan chịu trách nhiệm về hệ thống giáo dục ở Afghanistan. Các trường công lập và tư nhân trong thành phố đã mở cửa trở lại từ năm 2002 sau khi đã bị đóng cửa hoặc phá hủy trong các trận đánh trong những năm 1980 đến cuối những năm 1990. Nam và nữ được chính phủ Afghanistan khuyến khích đi học, nhưng cần thiết là xây dựng nhiều trường học hơn không chỉ ở Kabul mà trong cả nước. Bộ Giáo dục Afghanistan có kế hoạch xây dựng thêm nhiều trường học trong những năm tới để giáo dục được cung cấp cho tất cả các công dân của đất nước. Các trường nổi tiếng nhất cao trong Kabul bao gồm:
- High School Habibia, một trường học của Anh-Afghanistan thành lập vào năm 1903 bởi vua Habibullah Khan.
- Lycée Esteqlal, một trường Pháp-Afghanistan được thành lập vào năm 1922.
- Malalai High School, một trường Pháp-Afghanistan cho con gái.
- Amani High School, một trường học Đức-Afghanistan cho trẻ em trai thành lập vào năm 1924.
- Aisha-i-Durani School, một trường học Đức-Afghanistan cho con gái.
- Rahman Baba High School, một trường học Mỹ-Afghanistan cho trẻ em trai.
- International School of Kabul, một trường học Mỹ-Afghanistan.
- High School Ghazi High School, một trường học Mỹ-Afghanistan cho trẻ em trai.
- Afghanistan Turk High Schools, trường học Thổ Nhĩ Kỳ-Afghanistan.
- Ghulam Haider Khan High School, một trường học cho trẻ em trai.
- Abdul Hadi Dawi High School, một trường học cho trẻ em trai.
- Nazo Ana High School, một trường học cho con gái.
- Zarghona High School School, một trường học cho con gái.

## Du lịch
Kabul có các khách sạn 5 sao bao gồm: The Serena Hotel được đầu tư bởi The Aga Khan Development Network (AKDN), The Marriott Hotel gần Đại sứ quán Hoa Kỳ, The Inter-Continental đang trong quá trình xây dựng và The Safi Landmark Hotel là một khách sạn 4 sao nằm ở trung tâm thành phố Kabul.
Khu đô thị cũ của Kabul có nhiều chợ nằm dọc theo những con đường quanh co và hẹp của nó. Các công trình văn hóa bao gồm: Bảo tàng quốc gia Afghanistan nơi trưng bày tượng Surya được khai quật ở Khair Khana, ngôi mộ của Hoàng đế Mughal Babur tại Bagh-e Babur, và Chehlstoon Park, Minar-i-Istiqlal (Cột Độc lập) được xây dựng vào năm 1919 sau cuộc chiến tranh Afghanistan Thứ ba, ngôi mộ của Timur Shah Durrani và Id Mosque Gah hùng vĩ (thành lập 1893). Ngoài ra còn có Bala Hissar là một pháo đài bị phá hủy bởi người Anh vào năm 1879, để trả thù cho cái chết của đặc phái viên của họ, bây giờ khôi phục như một trường đại học quân sự. The Minaret of Chakari, bị Taliban phá hủy vào năm 1998, nơi có chữ vạn của Phật giáo và cả Đại thừa và Tiểu phẩm chất.
Những nơi du lịch nổi tiếng khác ở trung tâm Kabul bao gồm: Trung tâm Thương mại hiện đại đầu tiên của Kabul tòa nhà Kabul City Center các cửa hàng xung quanh Flower Street và Chicken Street thuộc quận Wazir Akbar Khan, Kabul Golf Club, công viên Kabul, nhà thờ Hồi giáo Abdul Rahman, Shah-Do Shamshira và các nhà thờ Hồi giáo nổi tiếng khác, thư viện Quốc gia của Afghanistan cùng với Lăng Hoàng gia Afghanistan.
Tappe-i-Maranjan là một ngọn đồi gần đó, nơi tượng Phật và đồng tiền Graeco-Bactrian từ thế kỷ thứ 2 trước Công nguyên đã được tìm thấy. Bên ngoài thành phố có một tòa thành và cung điện hoàng gia. Paghman và Jalalabad là các thung lũng thú vị phía bắc và phía đông của thành phố.
- Công trình thể thao

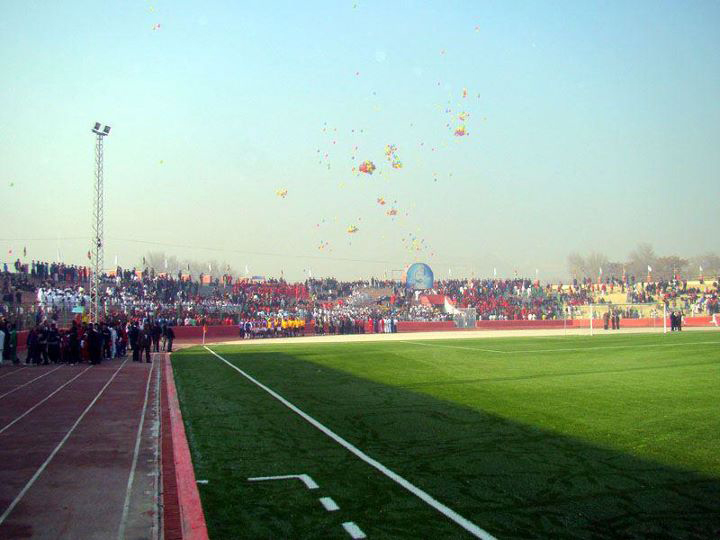
Sân vận động Ghazi

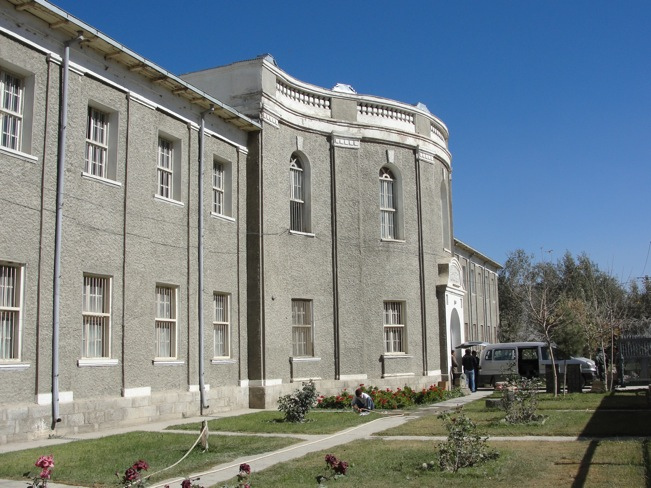
Bảo tàng Quốc gia Afghanistan

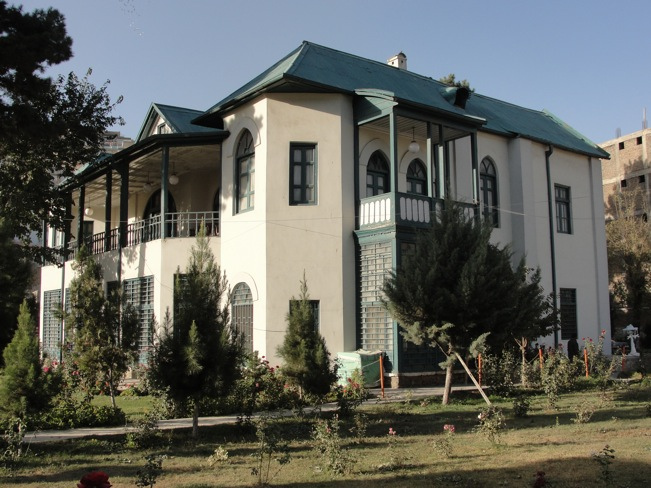
Trung tâm triển lãm Quốc gia Afghanistan

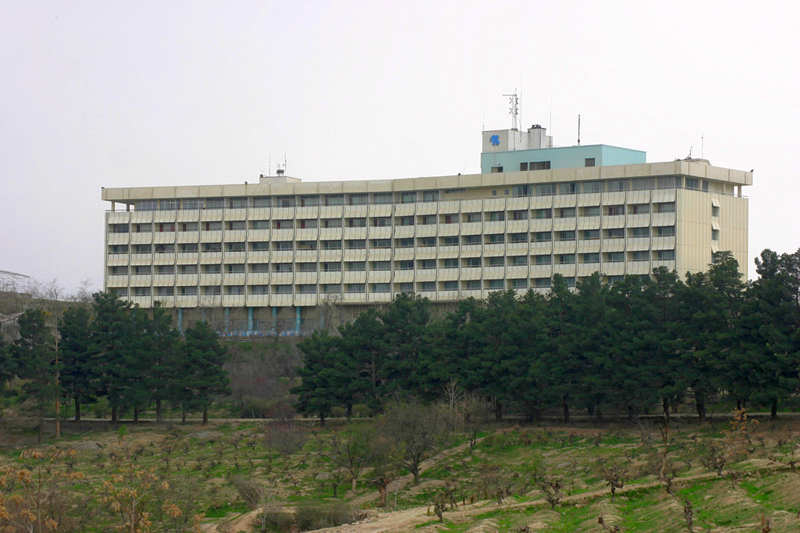
Inter-Continental

  - Sân vận động Cricket Quốc gia Kabul (đang xây dựng)
  - Sân vận động Ghazi
  - Ủy ban Olympic Gymnasium
- Công viên
  - Bagh-e Babur
  - Baghi Bala Park
  - Zarnegar Park
  - Shar-e Naw Park
  - Bagh-e Zanana
  - Chaman-e-Hozori
  - Bibi Mahro Park
  - Lake Qargha
- Lăng mộ
  - Lăng mộ Timur Shah Durrani
  - Lăng mộ Abdur Rahman Khan
  - Lăng mộ Zahir Shah và Nadir Shah
  - Lăng mộ Jamal-al-Din al-Afghani
- Khách sạn
  - Grand Hyatt and Marriott Hotel (5 sao)(đang xây dựng)
  - Serena Hotel (5 sao)
  - Inter-Continental
  - Safi Landmark Hotel[19]
  - Golden Star Hotel[20]
  - Heetal Plaza Hotel[21]
- Tour
  - Những cơ quan du lịch địa phương phát triển hoạt động của họ ở trong nước. Ví dụ: Cho phép là những người bạn - Afghanistan chỉ cung cấp các tour du lịch tư nhân trong nước với giá cả rất tốt. Họ muốn tổ chức các tour du lịch tuyệt vời trên khắp đất nước để giới thiệu con người và đất nước Afghanistan đến du khách quốc tế.

## Khí hậu
| Dữ liệu khí hậu của Kabul (1956–1983)   | Dữ liệu khí hậu của Kabul (1956–1983) | Dữ liệu khí hậu của Kabul (1956–1983) | Dữ liệu khí hậu của Kabul (1956–1983) | Dữ liệu khí hậu của Kabul (1956–1983) | Dữ liệu khí hậu của Kabul (1956–1983) | Dữ liệu khí hậu của Kabul (1956–1983) | Dữ liệu khí hậu của Kabul (1956–1983) | Dữ liệu khí hậu của Kabul (1956–1983) | Dữ liệu khí hậu của Kabul (1956–1983) | Dữ liệu khí hậu của Kabul (1956–1983) | Dữ liệu khí hậu của Kabul (1956–1983) | Dữ liệu khí hậu của Kabul (1956–1983) | Dữ liệu khí hậu của Kabul (1956–1983) |
| Tháng                                   | 1                                     | 2                                     | 3                                     | 4                                     | 5                                     | 6                                     | 7                                     | 8                                     | 9                                     | 10                                    | 11                                    | 12                                    | Năm                                   |
| --------------------------------------- | ------------------------------------- | ------------------------------------- | ------------------------------------- | ------------------------------------- | ------------------------------------- | ------------------------------------- | ------------------------------------- | ------------------------------------- | ------------------------------------- | ------------------------------------- | ------------------------------------- | ------------------------------------- | ------------------------------------- |
| Cao kỉ lục °C (°F)                      | 18.8 (65.8)                           | 18.4 (65.1)                           | 26.7 (80.1)                           | 28.7 (83.7)                           | 33.5 (92.3)                           | 36.8 (98.2)                           | 37.7 (99.9)                           | 37.3 (99.1)                           | 35.1 (95.2)                           | 31.6 (88.9)                           | 24.4 (75.9)                           | 20.4 (68.7)                           | 37.7 (99.9)                           |
| Trung bình ngày tối đa °C (°F)          | 4.5 (40.1)                            | 5.5 (41.9)                            | 12.5 (54.5)                           | 19.2 (66.6)                           | 24.4 (75.9)                           | 30.2 (86.4)                           | 32.1 (89.8)                           | 32.0 (89.6)                           | 28.5 (83.3)                           | 22.4 (72.3)                           | 15.0 (59.0)                           | 8.3 (46.9)                            | 19.5 (67.1)                           |
| Trung bình ngày °C (°F)                 | −2.3 (27.9)                           | −0.7 (30.7)                           | 6.3 (43.3)                            | 12.8 (55.0)                           | 17.3 (63.1)                           | 22.8 (73.0)                           | 25.0 (77.0)                           | 24.1 (75.4)                           | 19.7 (67.5)                           | 13.1 (55.6)                           | 5.9 (42.6)                            | 0.6 (33.1)                            | 12.1 (53.8)                           |
| Tối thiểu trung bình ngày °C (°F)       | −7.1 (19.2)                           | −5.7 (21.7)                           | 0.7 (33.3)                            | 6.0 (42.8)                            | 8.8 (47.8)                            | 12.4 (54.3)                           | 15.3 (59.5)                           | 14.3 (57.7)                           | 9.4 (48.9)                            | 3.9 (39.0)                            | −1.2 (29.8)                           | −4.7 (23.5)                           | 4.3 (39.7)                            |
| Thấp kỉ lục °C (°F)                     | −25.5 (−13.9)                         | −24.8 (−12.6)                         | −12.6 (9.3)                           | −2.1 (28.2)                           | 0.4 (32.7)                            | 3.1 (37.6)                            | 7.5 (45.5)                            | 6.0 (42.8)                            | 1.0 (33.8)                            | −3.0 (26.6)                           | −9.4 (15.1)                           | −18.9 (−2.0)                          | −25.5 (−13.9)                         |
| Lượng Giáng thủy trung bình mm (inches) | 34.3 (1.35)                           | 60.1 (2.37)                           | 67.9 (2.67)                           | 71.9 (2.83)                           | 23.4 (0.92)                           | 1.0 (0.04)                            | 6.2 (0.24)                            | 1.6 (0.06)                            | 1.7 (0.07)                            | 3.7 (0.15)                            | 18.6 (0.73)                           | 21.6 (0.85)                           | 312.0 (12.28)                         |
| Số ngày mưa trung bình                  | 2                                     | 3                                     | 10                                    | 11                                    | 8                                     | 1                                     | 2                                     | 1                                     | 1                                     | 2                                     | 4                                     | 3                                     | 48                                    |
| Số ngày tuyết rơi trung bình            | 7                                     | 6                                     | 3                                     | 0                                     | 0                                     | 0                                     | 0                                     | 0                                     | 0                                     | 0                                     | 0                                     | 4                                     | 20                                    |
| Độ ẩm tương đối trung bình (%)          | 68                                    | 70                                    | 65                                    | 61                                    | 48                                    | 36                                    | 37                                    | 38                                    | 39                                    | 42                                    | 52                                    | 63                                    | 52                                    |
| Số giờ nắng trung bình tháng            | 177.2                                 | 178.6                                 | 204.5                                 | 232.5                                 | 310.3                                 | 353.4                                 | 356.8                                 | 339.7                                 | 303.9                                 | 282.6                                 | 253.2                                 | 182.4                                 | 3.175,1                               |
| Nguồn: NOAA                             |                                       |                                       |                                       |                                       |                                       |                                       |                                       |                                       |                                       |                                       |                                       |                                       |                                       |

## Thành phố kết nghĩa
- Istanbul, Thổ Nhĩ Kỳ[23]
- Kazan, Nga[24]